# Volksgezondheid
Volksgezondheid is enerzijds de gezondheidstoestand van de bevolking, anderzijds het geheel aan activiteiten ter bevordering van de gezondheid van de bevolking. Het gaat dan vooral om collectieve maatregelen voor de publieke gezondheid, zoals het voorkómen van ziekten en het verlengen van de levensverwachting. Ook het inrichten van een goed zorgstelsel voor individuele gezondheidszorg kan tot het takenpakket van overheidsinstanties voor volksgezondheid behoren.
Een officiële Engelse definitie van public health is 'the science and art of preventing disease, prolonging life and promoting health through the organized efforts of society' (Acheson 1988).

## Algemeen
In de volksgezondheid gaat het om de gezondheidstoestand van een populatie en over de factoren die de gezondheidstoestand beïnvloeden. Deze factoren heten ook wel determinanten. Belangrijke determinanten zijn preventie, de gezondheidszorg, leefstijl, sociale en fysieke omgeving en genetische en verworven eigenschappen. 
De gezondheidstoestand is in te delen in:
- Ziekten en aandoeningen
- Functioneren en kwaliteit van leven
- Sterfte en doodsoorzaken
- Levensverwachting

Artsen Maatschappij + Gezondheid zijn (in Nederland) artsen die zich gespecialiseerd hebben in de publieke gezondheidszorg.

## Geschiedenis
Sinds de vroegste beschavingen hebben gemeenschappen zich bezig gehouden met de vraag hoe ze gezondheid onder de bevolking kunnen behouden en ziektes kunnen vermijden of verminderen. De definitie van gezondheid en hoe mensen in het verleden hun gezondheid beschermden veranderde door de eeuwen heen. Medische theorieën, religie, filosofie, en ideeën over hoe de natuur en wereld werkten beïnvloeden opvattingen over gezondheid, zowel van individuen, groepen, en samenlevingen als geheel. Daarnaast speelde ook de verschillende omstandigheden waarin mensen leefden en werkten een rol in hoe zij volksgezondheid benaderden.

## Voorschriften en voorzieningen
Hoewel voor de ontwikkeling van moderne, nationale staten, dus voor de Industriële Revolutie, samenlevingen medische en wetenschappelijke kennis misten, zoals biomedische indicatoren, statistische gegevens over ziekteverspreiding of demografie bacteriologie, en immunologie zijn er genoeg aanwijzingen te vinden dat interventies ten behoeve van volksgezondheid bestonden.  Zowel binnen als buiten Europa bestonden er voor de negentiende eeuw verschillende tradities en praktijken die gerekend kunnen worden tot publieke of preventieve gezondheidszorg.
In Zuidoost-Azië gaven Ayurvedische geneeskunst en Boeddhisme de belangrijkste richtlijnen voor een gezonde levensstijl. Voorschriften voor werk, dieet en seksuele omgang hielpen om een lichaam in balans te houden. Daarmee gaven zij ook inzichten die de volksgezondheid op groepsniveau betroffen. Vergelijkbare ideeën waren te vinden in Traditionele Chinese geneeskunde. Ook in de pre-koloniale samenlevingen in Zuid-Amerika, zoals van de Azteken en Maya's, bestonden verschillende gewoontes en instellingen die erop gericht waren gezondheid te beschermen. In verschillende samenlevingen ontstonden steden met eigen badhuizen, ziekenhuizen, en medische scholing. Daarnaast hadden zij, net als veel andere volken, een uitgebreide kennis van geneeskundige planten en dieren. De Aboriginals, ten slotte, beschikten over technieken om voedsel en water te preserveren, brandrisico’s te verminderen, en om zichzelf te beschermen tegen muskieten.
Medische en gezondheidspraktijken in West-Europa, Byzantium en de Islamitische wereld, waren over het algemeen gebaseerd op de Hippocratische of Galenische ideeën, de zogenaamde humorenleer. Dit wereldbeeld had zich sinds de Griekse en Romeinse oudheid ontwikkeld en verder verspreid. De belangrijkste kenmerken van dit wereldbeeld is dat gezondheid, en daarmee gezondheidsrisico’s, werd beïnvloed door omgeving. Dit betrof zowel klimaat, topografie, warmte of kou per seizoen, en de effecten van bepaalde typen voedsel. Verschillende schrijvers van medische traktaten, maar ook werken over architectuur, infrastructuur, of oorlogvoering, pasten deze theorieën toe over lichamelijk welzijn en volksgezondheid in relatie met de omgeving.
In vroege, pre-industriële samenlevingen droegen niet alleen een centrale overheid maar veel verschillende groepen bij aan volksgezondheid. Christelijke kloosters zorgden bijvoorbeeld sinds de vijfde eeuw voor de gezondheid van hun eigen groep door middel van strikte leefregels, een vaste routine/dagindeling, maar ook met een gevarieerd dieet. Daarnaast gaven zij zorg aan gasten, zieken en later ook aan stedelijke armen, een dienst die ontwikkelde tot middeleeuwse gasthuizen en later ziekenhuizen. Prinselijke en koninklijke huishoudens en het Pauselijk hof, die zich als groepen ook aanvankelijk geregeld verplaatsten, kozen bewust voor wat volgens hun medische inzichten een gezonde omgeving was, en brachten als dat nodig werd geacht veranderingen aan, zoals het graven van kanalen.

## Woon- en werkomgeving
In steden ontwikkelden bewoners en heersers maatregelen ten behoeve van de bevolking, die te maken hadden met een breed scala aan gezondheidsrisico's. Deze bieden een aantal van de meest evidente bewijzen van preventieve maatregelen in eerdere beschavingen. Op tal van locaties werd het onderhoud van infrastructuur, waaronder wegen, kanalen en marktplaatsen, evenals zones expliciet ingevoerd om de gezondheid van de bewoners te garanderen. Ook herkenden stedelijke autoriteiten en (religieuze) instituties de bedreigingen van vervuiling, zowel door fysieke oorzaken en stank, verspreid door middel van “bedorven” lucht (miasma) als door zondig gedrag. Ambachtsgilden zoals slagers of leerbewerkers speelden een belangrijke rol in het afvoeren van afval en het beperken van gevaren door de vervuiling, en waakten over arbeidsveiligheid onder hun leden. Artsen, onder wie in publieke dienst van steden en gasthuizen, werkten samen met stedelijke overheden bij het anticiperen en voorbereiden op rampen en het identificeren en isoleren van mensen die worden gezien als melaatsen, een ziekte met sterke morele connotaties.
Buurten en buurtbewoners waren ook actief in het beschermen van de gezondheid van de lokale bevolking, door risicosites in de buurt te bewaken en passende sociale en juridische actie te ondernemen tegen ambachtelijke vervuilers en eigenaren van verwaarloosde dieren. Religieuze instellingen, individuen en liefdadigheidsorganisaties in zowel de Islam als het Christendom bevorderden op dezelfde manier het morele en fysieke welzijn door stedelijke voorzieningen zoals waterputten, fonteinen, scholen en bruggen te regelen, ook voor pelgrims. In West-Europa en Byzantium vonden vaak religieuze processies plaats, waarvan men dacht dat zij ziektes op een afstand hielden van de hele gemeenschap. Stedelijke bewoners en andere groepen ontwikkelden ook preventieve maatregelen in reactie op rampen zoals oorlog, hongersnood, overstromingen en wijdverspreide ziekten. Zo reageerden tijdens en na de Zwarte Dood (1346-53) bewoners van het oostelijke Middellandse Zeegebied en West-Europa op massale sterfte, deels op basis van bestaande medische theorieën en protocollen, bijvoorbeeld over vleesconsumptie en begrafenis, en deels door nieuwe te ontwikkelen.
Dit laatste omvatte de oprichting van quarantainevoorzieningen en gezondheidsraden, waarvan sommige uiteindelijk reguliere stedelijke (en later nationale) instellingen werden. Daaropvolgende maatregelen voor de bescherming van steden en hun regio's omvatten de afgifte van gezondheidspapieren voor reizigers, het inzetten van bewakers om sanitaire cordons te creëren voor het beschermen van de lokale inwoners, en het verzamelen van morbiditeits- en sterftecijfers.
Dergelijke maatregelen waren op hun beurt afhankelijk van betere transport- en communicatienetwerken, waardoor nieuws over ziekten bij mensen en dieren efficiënt werd verspreid.

## Domeinen
De volksgezondheid omvat onder andere de volgende domeinen:
- Bestrijding van infectieziekten
- Ziektepreventie
- Gezondheidsbevordering
- Gezondheidsbeleid: de acties van de overheid en andere actoren die erop gericht zijn de gezondheidstoestand te handhaven en te verbeteren.
- Monitoren van de volksgezondheid
- Rapporteren over de volksgezondheid
- Adviseren over gezondheid en zorg
- Wetenschappelijk onderzoek
- Politieke dimensies van publieke gezondheid
- Sociaaleconomische dimensies van publieke gezondheid
- Educatieve dimensies van publieke gezondheid

## Instellingen

### Internationaal
Reeds in de 19e eeuw werden conferenties gehouden inzake epidemieën, en in 1864 werd het Rode Kruis opgericht. In 1946 ging de Wereldgezondheidsorganisatie van start; de instelling biedt nationale overheden een brede steun voor het uitbouwen van de volksgezondheid. 

### Nederland
Overheidsinstituten die zich in Nederland bezighouden met de volksgezondheid zijn onder andere het Ministerie van Volksgezondheid, Welzijn en Sport en het Rijksinstituut voor Volksgezondheid en Milieu (RIVM). Hulpmiddelen bij onderzoek en beleid zijn onder meer de Nationale Atlas Volksgezondheid en het Nationaal Kompas Volksgezondheid. Iedere vier jaar publiceert het RIVM de Volksgezondheid Toekomst Verkenning.

### België
Federaal overkoepelt de FOD Volksgezondheid het beleid en de werking van de federale onderzoeksinstellingen, terwijl het Federaal Agentschap voor Geneesmiddelen en Gezondheidsproducten toeziet op de veiligheid van geneesmiddelen. Op Vlaams niveau coördineert het Departement Welzijn, Volksgezondheid en Gezin de zorgverlening.

### Suriname
Het Ministerie van Volksgezondheid is belast met het gezondheidsbeleid, en overkoepelt een reeks instellingen zoals het Staatsziekenfonds, het Bureau voor Openbare Gezondheidszorg, het Bedrijf Geneesmiddelen Voorziening Suriname en het Centraal Laboratorium. Een belangrijke toeleverancier uit Suriname is de Intermed Group of Companies. Er zijn meer dan tien ziekenhuizen en landelijk meer dan honderd poliklinieken. De klinieken langs de kust zijn van de Regionale Gezondheidsdienst (RGD) en in het binnenland van de Medische Zending. 